# Nave posacavi

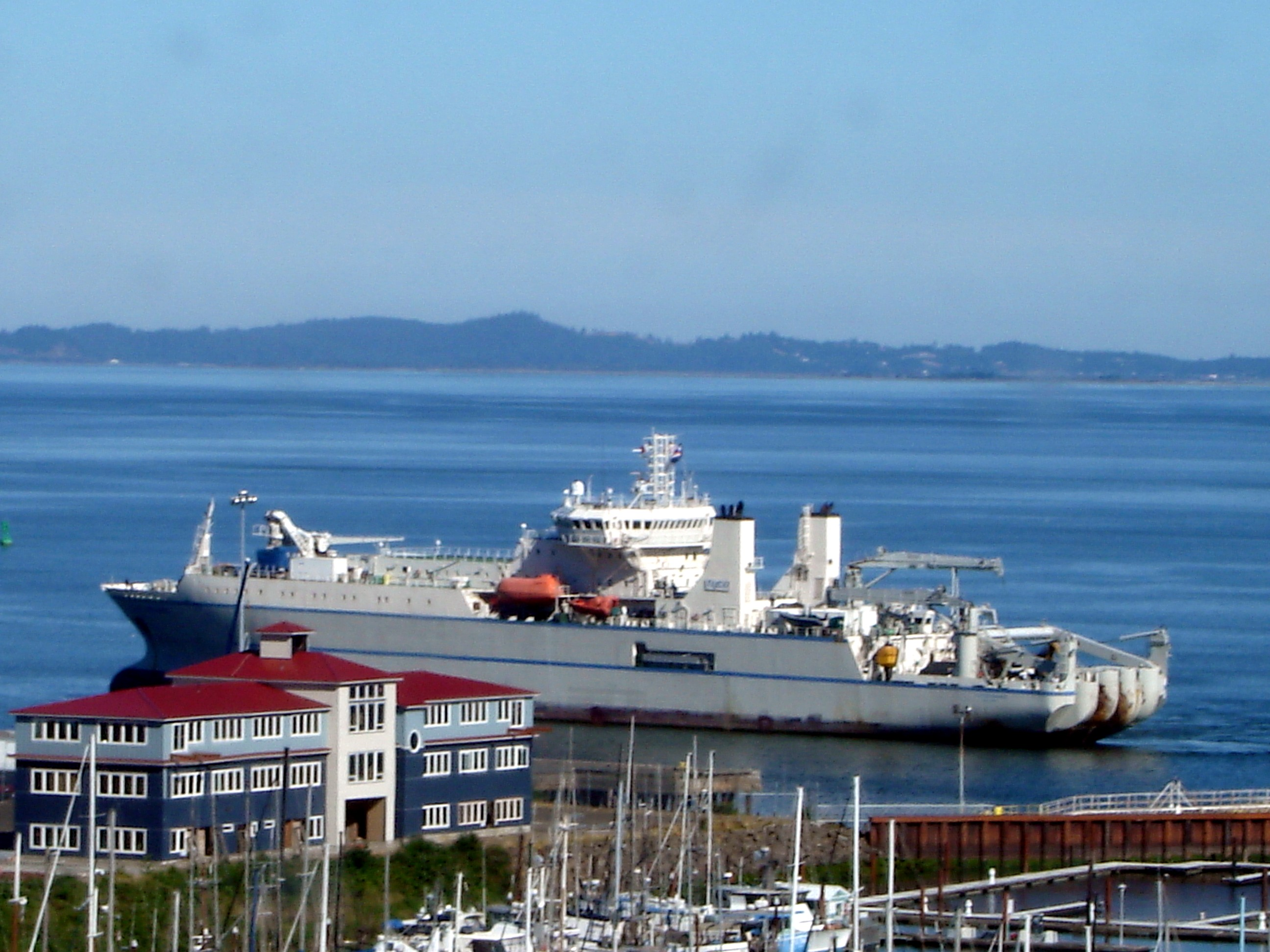
La posacavi CS Dependable nel porto di Astoria

Una nave posacavi è un tipo di nave attrezzato per la posa di cavi sottomarini per il trasporto di energia o per le telecomunicazioni (realizzati dagli anni 1980 principalmente in fibra ottica). 
La nave è dotata di vasche di raccolta adibite allo stoccaggio dei cavi, di macchine a coppie di ruote, a cinghie o a volano per la posa dei cavi, e di attrezzature per il controllo dei cavi durante la posa. Un'altra categoria specifica di navi è adibita alla riparazione dei cavi.

## Storia
Il primo cavo sottomarino transatlantico fu posato da navi posacavi negli anni 1857-58, permettendo la comunicazione tramite telegrafo tra l'Europa e il Nord America. La linea fu rimpiazzata da due cavi transatlantici posati nel 1866 dalla nave Great Eastern.
La HTMS Monarch completò nel 1956 il primo cavo telefonico transatlantico (TAT-1) dalla Scozia alla Nuova Scozia.